# Ilja Zubow
Ilja Igoriewicz Zubow, ros. Илья Игоревич Зубов (ur. 14 lutego 1987 w Czelabińsku) – rosyjski hokeista, reprezentant Rosji.

## Kariera
- Traktor Czelabińsk (2002-2005)
- Spartak Moskwa (2005-2006)
- Atłant Mytiszczi (2006)
- Saławat Jułajew Ufa (2006-2007)
- Binghamton Senators (2007-2010)
- Ottawa Senators (2008)
- Saławat Jułajew Ufa (2009-2010)
- CSKA Moskwa (2010-2013)
- Admirał Władywostok (2013-2015)
- Awangard Omsk (2015-2017)
- Saławat Jułajew Ufa (2017-2018)
- Spartak Moskwa (2018-)

Wychowanek Traktora Czelabińsk. W drafcie NHL z 2005 został wybrany przez Ottawa Senators. W tym zespole rozegrał w NHL 11 spotkań, zaś głównie grał w zespole farmerskim w lidze AHL. W 2009 powrócił do Rosji i od tego czasu gra w lidze KHL. Od stycznia 2010 zawodnik CSKA Moskwa. W maju 2011 przedłużył kontrakt o dwa lata. Od końca grudnia 2013 zawodnik Admirała Władywostok (w toku wymiany za Enwera Lisina, zaś wraz z nim przekazany został Michaił Naumienkow). Od maja 2015 do kwietnia 2017 zawodnik Awangardu Omsk, związany dwuletnim kontraktem. Od maja 2017 do maja 2018 ponwnie reprezentował Saławat. W maju 2018 przeszedł do Spartaka Moskwa, gdzie w 2019 przedłużył kontrakt o dwa lata.

## Sukcesy
Reprezentacyjne
- Srebrny medal mistrzostw świata juniorów do lat 20: 2006, 2007